# 第7族元素
| 族   | ← 7 →  |
| 周期 |        |
| 4    | 25 Mn  |
| 5    | 43 Tc  |
| 6    | 75 Re  |
| 7    | 107 Bh |

第7族元素（だいななぞくげんそ、英語: group 7 element）は、周期表において第7族に属するマンガン・テクネチウム・レニウム・ボーリウムのこと。マンガン族元素と呼ばれることもある
最外殻のs軌道と、一つ内側のd軌道を占有する電子の和が7個になる。従って、最大の原子価は、7価である。通常は、2価、3価の場合が多い。閉殻していないd軌道を持ち、遷移元素として取り扱われる。

## 性質
第7族元素では、価電子および内殻電子の電子構造はd5s2構造をとる。
|                                    | マンガン 25Mn    | テクネチウム 43Tc | レニウム 75Re             |
| ---------------------------------- | ---------------- | ----------------- | ------------------------- |
| 電子配置                           | [Ar]3d54s2       | [Kr]4d55s2        | [Xe]4f145d46s2            |
| 第1イオン化エネルギー （kJ mol-1） | 719.1            | 702               | 749                       |
| 第2イオン化エネルギー （kJ mol-1） | 1,509.1          | 1,472             |                           |
| 第3イオン化エネルギー （kJ mol-1） | 3,248.4          | 2,850             |                           |
| 第4イオン化エネルギー （kJ mol-1） | 4,940            |                   |                           |
| 第5イオン化エネルギー （kJ mol-1） | 6,990            |                   |                           |
| 第6イオン化エネルギー （kJ mol-1   | 9,200            |                   |                           |
| 第7イオン化エネルギー （kJ mol-1） | 11,508           |                   |                           |
| 電子親和力 （電子ボルト）          | 0.666            | 0.746             | 0.815                     |
| 電気陰性度 （Allred-Rochow）       | 1.60             |                   | 1.46                      |
| イオン半径 （pm; M4+）             | 67（6配位）      | 79（6配位）       |                           |
| イオン半径 （pm; M7+）             | 39（4配位）      |                   | 52 （4配位） 67 （6配位） |
| 金属結合半径 （pm）                | 112              | 135               | 137                       |
| 融点 （K）                         | 1,517            | 2,430             | 3,459                     |
| 沸点 （K）                         | 2,235            | 4,538             | 5,869                     |
| 酸化還元電位 E0 （V）              | 1.23（MO2/Mn2+） | 0.272 （MO2/M）   | 0.22 （MO2/M）            |

第7族元素のマンガンは、その存在量も多い（地殻の0.085%）元素で、5種類存在する酸化物のうち、4種が天然に産出する。レニウムは、モリブデンの鉱石である輝水鉛鉱 MoS2 中に極く少量含まれ、モリブデン精製の煤煙や特定の銅鉱石の副産物中から得られる。テクネチウムは、全ての同位体が放射性であり、天然にはウランが自発核分裂して生じる 99Tc（半減期2.14×105年）が痕跡量が存在するだけである。そしてテクネチウムは、最初の人工元素として、モリブデンに重陽子を照射して製造された。
第7族元素は、錯体化合物を含めると、s電子およびd電子を全て与えた+7から-1価の状態まで取りうる。しかし、テクネチウムとレニウムは性質が似ているものの、マンガンはその性質はいささか異なる。テクネチウムとレニウムの単塩は、好んで酸化数 +4, +5, +7の状態を取るのに対して、マンガンの単塩は +2, +4,+6,+7の状態を取る。そして、Mn(+2)の自由エネルギーは著しく低く、マンガンはMn(+2)の状態が最も安定である。言い換えると、マンガンの多の酸化状態は不安定であることを示唆する。実際に、高次酸化状態のマンガンの化合物は酸化剤として有用であり、単体マンガンは還元剤として有用である。
マンガンは反応性の高い元素で、ハロゲン、酸素、硫黄、炭素、窒素、および多くの非金属と化合物を形成する。また、鉄の合金である鋼鉄には、何れもマンガンが含まれ、製鉄業においては、重要な添加元素である。テクネチウムとレニウムとは性質が似ており、酸化物、硫化物、ハロゲン化物を与える。テクネチウムの半減期の短い同位体は、医療用放射線減（主にトレーサー）として利用される。希少で高価なレニウムは、工業的に大量に利用されることはないが、実験室での脱水素触媒や、フィラメントの添加物や熱電対として利用される。そして、99Tcは原子炉でのウランの核分裂生成物の6%を占める。すなわち、100MW級の原子炉では、毎日約2.5gのテクネチウムが生成している。したがって、今日では天然に存在する安定核種のレニウムよりも、放射性核種のテクネチウムの方が入手しやすい。